# MTV Europe Music Awards
Gli MTV Europe Music Awards (in sigla EMAs oppure EMA) sono una manifestazione organizzata dall'emittente televisiva MTV, dove vengono premiati gli artisti, le canzoni e i video più popolari in Europa.
La prima edizione degli MTV Europe Music Awards si è tenuta nel 1994. In origine questo premio era stato pensato in alternativa alla premiazione statunitense MTV Video Music Awards.
Gli MTV Europe Music Awards si tengono ogni anno in una diversa città europea (l'Italia li ha ospitati nel 1998 a Milano, nel 2004 a Roma e nel 2015 nuovamente a Milano). La premiazione viene trasmessa ogni anno dal vivo da MTV, e tra i premi assegnati ve n'è uno per il miglior artista di ogni paese europeo in cui è trasmessa l'emittente televisiva musicale. Come altre manifestazioni organizzate da MTV, nonostante il nome "europeo" e un minimo spazio per gli artisti regionali, la premiazione ha un taglio nettamente statunitense, girata in inglese con presentatori quasi sempre americani.
Generalmente i premi sono assegnati tramite votazioni sul sito ufficiale, in cui gli utenti possono votare i loro artisti preferiti per la candidatura e successivamente decretare il vincitore di ogni categoria.
Nel febbraio 2025 è risultato uno dei quattro eventi per cui è stata annunciata una pausa di un anno da Bruce Gillmer, produttore esecutivo della Paramount.

## Cerimonie
| Anno | Città             | Luogo                                  | Secondo palco                     | Presentatore dal vivo             | Presentatore digitale |
| ---- | ----------------- | -------------------------------------- | --------------------------------- | --------------------------------- | --------------------- |
| 1994 | Berlino           | Porta di Brandeburgo                   | N.D.                              | Tom Jones                         | N.D.                  |
| 1995 | Parigi            | Le Zenith                              | N.D.                              | Jean-Paul Gaultier                | N.D.                  |
| 1996 | Londra            | Alexandra Palace                       | N.D.                              | Robbie Williams                   | N.D.                  |
| 1997 | Rotterdam         | Rotterdam Ahoy                         | N.D.                              | Ronan Keating                     | N.D.                  |
| 1998 | Milano            | Mediolanum Forum                       | N.D.                              | Jenny McCarthy                    | N.D.                  |
| 1999 | Dublino           | The Point Depot                        | N.D.                              | Ronan Keating                     | N.D.                  |
| 2000 | Stoccolma         | Avicii Arena                           | N.D.                              | Wyclef Jean                       | N.D.                  |
| 2001 | Francoforte       | Festhalle Frankfurt                    | N.D.                              | Ali G (Sacha Baron Cohen)         | N.D.                  |
| 2002 | Barcellona        | Palau Sant Jordi                       | Font màgica de Montjuïc           | Sean Combs                        | N.D.                  |
| 2003 | Edimburgo         | Ocean Terminal                         | Princes Street Gardens            | Christina Aguilera                | N.D.                  |
| 2004 | Roma              | Ippodromo Tor di Valle                 | Davanti al Colosseo               | Xzibit                            | N.D.                  |
| 2005 | Lisbona           | Altice Arena                           | N.D.                              | Steve Coogan                      | Skin                  |
| 2006 | Copenaghen        | Bella Center                           | Rådhuspladsen                     | Justin Timberlake                 | Juliette Lewis        |
| 2007 | Monaco di Baviera | Olympiahalle                           | N.D.                              | Snoop Dogg Alan Green Mike Ingham | Dave Grohl            |
| 2008 | Liverpool         | Liverpool Arena                        | N.D.                              | Katy Perry                        | Perez Hilton          |
| 2009 | Berlino           | Mercedes-Benz Arena                    | Davanti alla Porta di Brandeburgo | Katy Perry                        | Pete Wentz            |
| 2010 | Madrid            | Caja Mágica                            | Davanti alla Puerta de Alcalá     | Eva Longoria                      | Justin Bieber         |
| 2011 | Belfast           | SSE Odyssey Arena                      | Ulster Hall                       | Selena Gomez                      | N.D.                  |
| 2012 | Francoforte       | Festhalle Frankfurt                    | Römer                             | Heidi Klum                        | David Hasselhoff      |
| 2013 | Amsterdam         | Ziggo Dome                             | Melkweg                           | Redfoo                            | Ariana Grande         |
| 2014 | Glasgow           | SSE Hydro                              | N.D.                              | Nicki Minaj                       | Laura Whitmore        |
| 2015 | Milano            | Mediolanum Forum                       | Piazza del Duomo                  | Ed Sheeran Ruby Rose              | Laura Whitmore        |
| 2016 | Rotterdam         | Rotterdam Ahoy                         | N.D.                              | Bebe Rexha                        | Jack & Jack           |
| 2017 | Londra            | Wembley Arena                          | Trafalgar Square                  | Rita Ora                          | N.D.                  |
| 2018 | Bilbao            | Bilbao Exhibition Centre               | Stadio di San Mamés               | Hailee Steinfeld                  | N.D.                  |
| 2019 | Siviglia          | FIBES Conference and Exhibition Centre | Plaza de España                   | Becky G                           | N.D.                  |
| 2020 | Varie             | Da remoto                              | N.D.                              | Little Mix                        | N.D.                  |
| 2021 | Budapest          | László Papp Budapest Sports Arena      | N.D.                              | Saweetie                          | N.D.                  |
| 2022 | Düsseldorf        | PSD Bank Dome                          | N.D.                              | Rita Ora Taika Waititi            | N.D.                  |
| 2023 | Parigi            | Paris Nord Villepinte                  | N.D.                              | N.D.                              | N.D.                  |
| 2024 | Manchester        | Co-op Live                             | N.D.                              | Rita Ora                          | N.D.                  |
| 2025 | pausa             | pausa                                  | pausa                             | pausa                             | pausa                 |

## Categorie dei premi

### Categorie presenti
- Miglior canzone
- Miglior video
- Miglior artista
- Miglior artista rivelazione
- Miglior artista MTV Push
- Miglior gruppo
- Miglior artista pop
- Miglior artista rock
- Miglior artista hip-hop
- Miglior artista alternative
- Miglior artista elettronica
- Miglior artista R&B
- Miglior artista K-pop
- Miglior artista latino
- Miglior artista Afrobeats
- Miglior artista dal vivo
- Miglior collaborazione

### Categorie social
- Biggest Fans

### Premi speciali
- Free Your Mind
- Icona globale
- Artist's Choice
- MTV Voice
- Ultimate Legend
- Video Visionary
- Power of Music
- Miglior canzone con messaggio sociale
- Generation Change

### Categorie indirizzate alle regioni europee
- Miglior artista austriaco
- Miglior artista francese
- Miglior artista israeliano
- Miglior artista italiano
- Miglior artista nordico
- Miglior artista olandese
- Miglior artista polacco
- Miglior artista portoghese
- Miglior artista spagnolo
- Miglior artista svizzero
- Miglior artista tedesco
- Miglior artista UK e Irlanda

### Categorie indirizzate ai paesi extraeuropei
- Miglior artista africano
- Miglior artista asiatico
- Miglior artista australiano
- Miglior artista brasiliano
- Miglior artista canadese
- Miglior artista caraibico
- Miglior artista indiano
- Miglior artista statunitense
- Miglior artista America Latina settentrionale
- Miglior artista America Latina centrale
- Miglior artista America Latina meridionale

### Categorie ritirate
- Miglior cover (1994)
- MTV Amour (1996)
- MTV Select (1996–1998)
- Miglior artista rap (1997-1998)
- Miglior artista hard rock (2002)
- Miglior artista interattivo (2001–2003, 2007)
- Miglior album (1998–2008)
- Miglior artista urban (2007–2009)
- Miglior artista Australia e Nuova Zelanda (2012)
- Miglior artista nordamericano (2011-2015)
- Miglior artista latinoamericano (2011-2016)
- Miglior artista baltico (2006–2009)
- Miglior artista europeo (2008-2012)
- Miglior artista greco (2008-2015)
- Miglior artista turco (2007-2009, 2011)
- Miglior artista europeo Paesi Bassi e Belgio (2004-2010)
- Miglior artista rumeno (2002-2006, 2010-2016)
- Miglior artista di MTV Russia (2001-2020)
- Miglior artista Romania e Moldavia (2007-2009)
- Miglior artista danese (2005-2018)
- Miglior artista finlandese (2005-2018)
- Miglior artista norvegese (2005-2018)
- Miglior artista svedese (2005-2019)
- Miglior artista belga (2011-2020)
- Miglior artista ungherese (2007-2013, 2017-2023)
- Miglior artista MTV2 UK (2003)
- Miglior artista Asia e Pacifico (2011-2012)
- Miglior artista Africa, Medio Oriente ed India (2011-2015)
- Miglior artista mediorientale (2007-2010, 2012-2014, 2019)
- Miglior artista femminile (1994–2006, 2009–2016)
- Miglior artista maschile (1994–2006, 2009–2016)
- Miglior artista MTV World Stage (2009-2019)
- Miglior artista mondiale (2011-2017)
- Miglior look (2012-2019)

## Statistiche e primati

### Plurivincitori

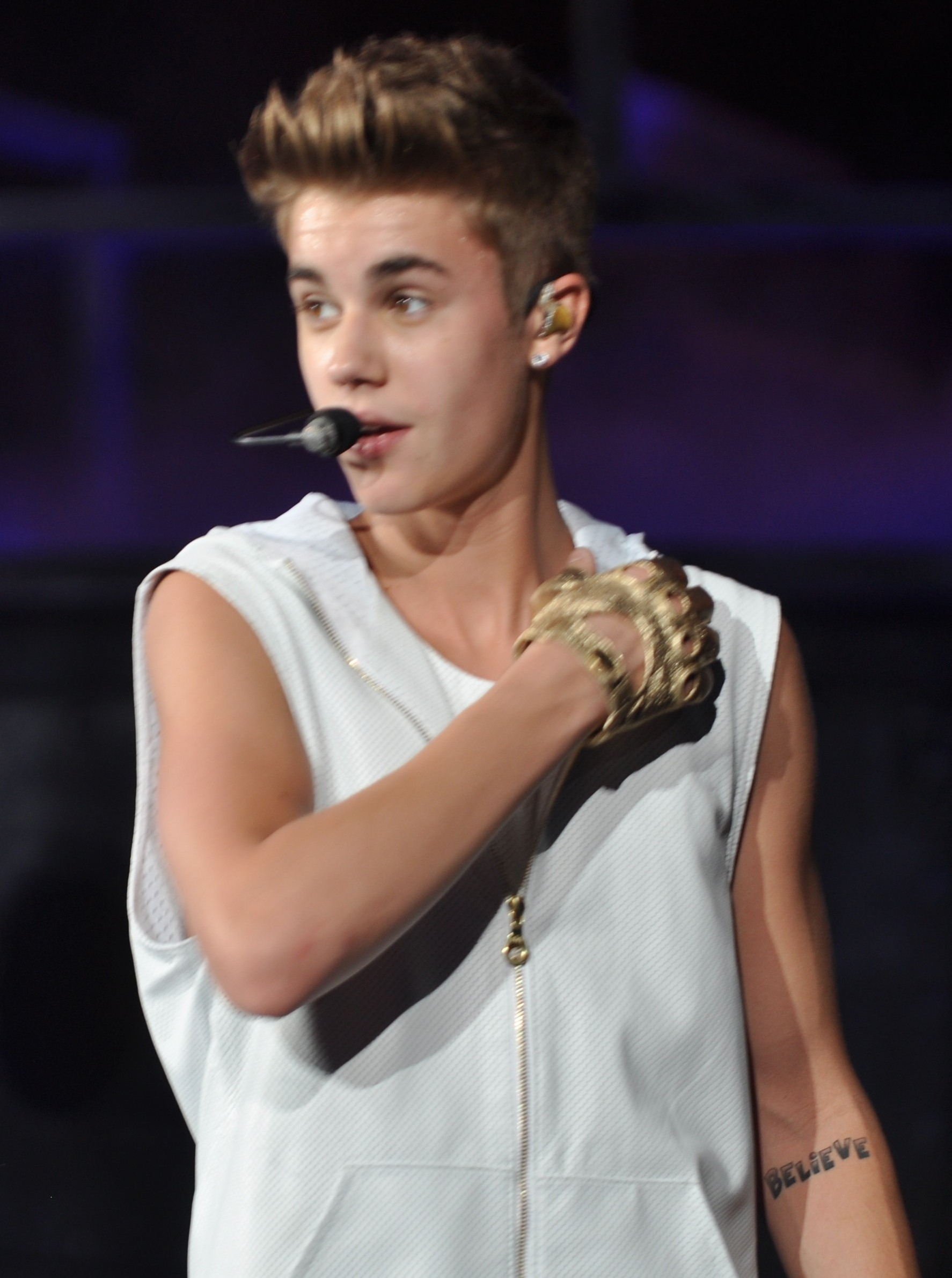
Justin Bieber è il cantante che ha ottenuto più premi tra gli uomini e a livello generale

| Artista       | Anni      | Numero di premi | Premi Vinti |
| ------------- | --------- | --------------- | --- |
| Justin Bieber | 2010-2021 | 22              | 6x (Miglior Artista Maschile) 4x (Miglior Artista Canadese) 2x (Miglior Artista Pop) 2x (Miglior Artista Nord Americano) 2x (Biggest Fans) 1x (Miglior Artista MTV World Stage) 1x (Miglior Canzone) 1x (Miglior Collaborazione) 1x (Miglior look) 1x (Miglior Artista MTV Push) 1x (MTV Voice Award) |
| Taylor Swift  | 2012-2024 | 19              | 4x (Miglior Artista Statunitense) 4x (Miglior Video) 3x (Miglior Artista Dal Vivo) 3x (Miglior Artista) 1x (Miglior Artista Femminile) 1x (Miglior Artista Pop) 1x (Miglior look) 1x (Miglior Canzone) 1x (Miglior Film Musicale)                                                                     |
| Eminem        | 1999-2024 | 14              | 9x (Migliore Artista Hip-Hop) 2x (Miglior Artista Maschile) 2x (Miglior Album) (Icona Globale) |
| BTS           | 2015-2024 | 14              | 5x (Biggest Fans) 4x (Miglior Gruppo) 1x (Miglior Artista Sud Coreano) 1x (Miglior Artista K-Pop) 1x (Miglior Artista Pop) 1x (Miglior Canzone) 1x (Best Virtual Live) |
| Lady Gaga     | 2009-2024 | 12              | 3x (Miglior Artista Femminile) 2x (Miglior Canzone) 1x (Miglior Artista Pop) 1x (Miglior Video) 1x (Biggest Fans) 1x (Miglior Artista) 1x (Miglior Look) 1x (Miglior Artista Statunitense) 1x (Miglior Artista Rivelazione)                                                                           |
| Nicki Minaj   | 2012-2024 | 12              | 8x (Miglior Artista Hip-Hop) 1x (Miglior Canzone) 1x (Miglior Collaborazione) 1x (Miglior Look) 1x (Miglior Artista Statunitense) |
| One Direction | 2012-2016 | 12              | 3x (Miglior Artista di UK ed Irlanda) 3x (Miglior Artista Pop) 2x (Biggest Fans) 2x (Miglior Artista Europeo) 1x (Miglior Artista dal vivo) 1x (Miglior artista rivelazione) |
| Shawn Mendes  | 2015-2024 | 12              | 3x (Miglior Artista Canadese) 2x (Miglior Artista) 1x (Biggest Fans) 1x (Miglior Artista Mondiale) 1x (Miglior Artista dal vivo) 1x (Miglior Canzone) 1x (Miglior Artista Maschile) 1x (Miglior Artista MTV Push) 1x (Miglior Artista Rivelazione)                                                    |
| Linkin Park   | 2002-2014 | 10              | 5x (Miglior Artista Rock) 2x (Miglior Gruppo) 2x (Miglior Artista MTV World Stage) 1x (Miglior Artista dal vivo) |

### Pluricandidati
| Artista           | Numero di candidature           |
| ----------------- | ------------------------------- |
| Justin Bieber     | 52                              |
| Taylor Swift      | 51                              |
| Lady Gaga         | 41                              |
| Ariana Grande     | 38                              |
| Eminem            | 33                              |
| Katy Perry        | 33                              |
| Beyoncé           | 33                              |
| Rihanna           | 30                              |
| Coldplay          | 29                              |
| Nicki Minaj       | 28                              |
| Robbie Williams   | 22 da solista 2 con i Take That |
| Kanye West        | 23                              |
| Linkin Park       | 22                              |
| BTS               | 21                              |
| Justin Timberlake | 20                              |

Nell'edizione 2015 Taylor Swift ha stabilito il record di maggior candidature in un'unica serata, nove.